# Akrostih (pesem)
Akróstih je pesniška figura, ki ima večinoma vlogo posvetila. Prve črke ali zlogi vsakega verza (vrstice), prebrane navzdol, tvorijo novo besedo (ali reklo), ki lahko predstavljajo ime ljubljene osebe ali česa drugega.

## Primeri
France Prešeren: Sonetni venec (Magistrale)

Poet tvoj nov Slovencam venec vije,

Ran mojih bo spomin in tvoje hvale,

Iz sŕca svoje so kalí pognale

Mokrócvetéče rož'ce poezije.
Iz krajov niso, ki v njih sonce sije;

Cel čas so blagih sapic pogrešvále,

Obdajale so utrjene jih skale,

Viharjov jeznih mrzle domačije.
Izdíhljeji, solzé so jih redile,

Jim moč so dale rasti neveselo,

Ur temnih so zatirale jih sile.
Lej! torej je bledó njih cvetje velo,

Jim iz oči tí pošlji žarke mile,

In gnale bodo nov cvet bolj veselo.

Akrostih: Primicovi Julji (za osebo glej Julija Primic)